# José Eduardo Moniz
José Eduardo Soares Moniz (Ponta Delgada, 6 de Maio de 1952) é um jornalista e profissional de televisão português. Foi consultor de ficção e entretenimento da TVI. É atualmente Diretor-Geral da TVI.

## Biografia
Iniciou-se como jornalista na redação do "Diário Popular", onde entrou após concluir uma licenciatura em Filologia Germânica, na Faculdade de Letras da Universidade de Lisboa. 
Pouco tempo depois, José Eduardo Moniz passou para a televisão, sendo, sucessivamente, Chefe de Redação e Diretor-Geral da RTP, esta última função exercida durante o período imediatamente anterior à abertura da televisão ao setor privado em 1992.
Volta à imprensa para dirigir a "TV Guia", ainda propriedade da RTP, e cria, de seguida, uma produtora de televisão, a MMM.
Em 1998 vai para os quadros da TVI. Permanecerá aí durante mais de 10 anos, mais precisamente até ao dia 6 de Agosto de 2009, como Diretor-Geral da estação de Queluz, dia em que, por volta das 00h00, José Eduardo Moniz rescindiu contrato com a Media Capital, dona da estação.
No dia 10 de Agosto de 2009, Moniz foi apresentado como Vice-Presidente do Conselho de Administração da Ongoing Media, acionista da SIC, empresa que pretendia reforçar com Moniz os seus investimentos, progresso e expansão na área dos media em Portugal e, internacionalmente, nos então PALOP. Demitiu-se em 2012 dessas funções.
Foi Vice-Presidente do Sport Lisboa e Benfica, responsável pela Benfica TV. É, também, Diretor do Curso de Ciências da Comunicação da Faculdade de Ciências da Comunicação da Universidade Autónoma de Lisboa. 
Em Outubro de 2013 fundou a empresa JEM - Media Consultancy, desempenhando, também, de 2015 a julho de 2019 desempenhou o cargo de Consultor de Conteúdos de Entretenimento e Ficção da TVI. 
De 2019 a 2020 prestou consultoria na TV Bandeirantes.
Regressou à TVI para o cargo de Consultor de Ficção e Entretenimento.  
Atualmente exerce o cargo de Diretor-Geral da TVI. 

### Vida pessoal
José Eduardo Moniz é casado com a antiga pivot de informação da TVI Manuela Moura Guedes, de cujo casamento tem dois filhos.